# Сьюдад-Альтамирано
Сьюдад-Альтамирано (исп. Ciudad Altamirano)  —   город и муниципалитет в Мексике, входит в штат Герреро. Население 25 317 человек.

## История
В 1553 году город основал Фрай Хуан Баутиста Мойя.